# Friedrich von Thiersch
Friedrich von Thiersch (Marburg, 18 aprile 1852 – Monaco di Baviera, 23 dicembre 1921) è stato un architetto e pittore tedesco, dal 1897 Friedrich Ritter von Thiersch.

## Opere

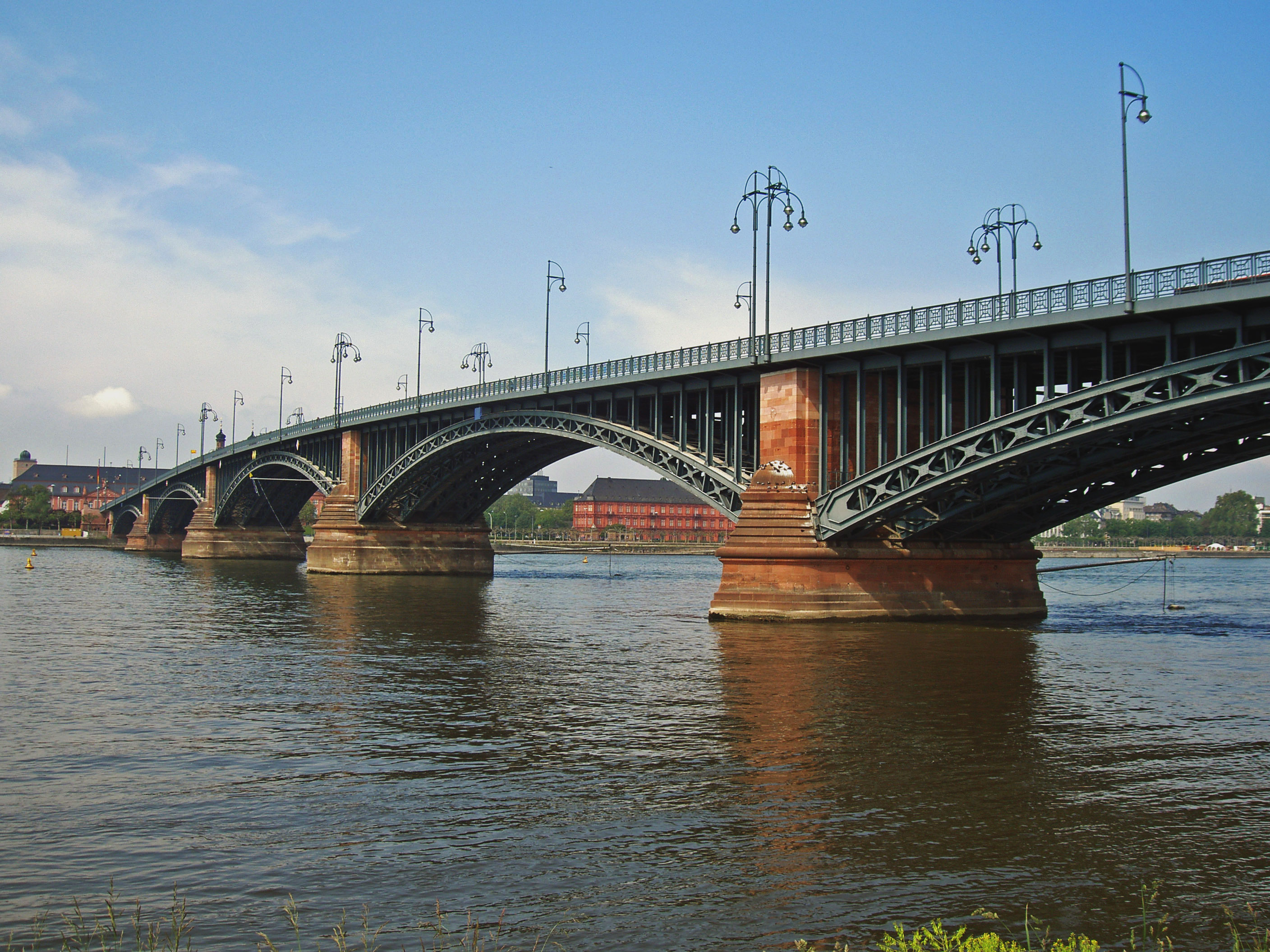
Theodor-Heuss-Brücke, Magonza

- Theodor-Heuss-Brücke (Magonza), un ponte pedonale e carrabile sul fiume Reno
- Corneliusbrücke ed Reichenbachbrücke a Monaco di Baviera
- Palazzo delle terme (Kurhaus) a Wiesbaden, per volontà di Wilhelm II tra il 1904 ed il 1907
- Justizpalast (palazzo di giustizia), la sede del Ministero della giustizia bavarese a Monaco
- Ampliamento del Löwenbräukeller a Monaco di Baviera
- Festhalle a Francoforte sul Meno
- Edifici nuovo del Technische Universität München, 1906–1916
- Edificio nuovo della ex Börse München (Borsa di Monaco)